# 히폴리토스 (비극)
《히폴리토스》(고대 그리스어: Ἱππόλυτος, Hippolytos)는 에우리피데스가 쓴 고대 그리스 비극 작품이다.

## 개요
에우리피데스는 70여개의 작품을 썼다고 하나, 남아 있는 것은 19편이다. 그는 신화적이고 전설적인 영웅이나 왕가에 관련된 윤리적인 장엄한 비극이 아니라 보다 더 인간적이고 범상한 인간의 격정과 그것이 빚어내는 비극을 썼는데, 《히폴리토스》는 파이드라라는 점잖은 여성이 속 깊숙히 들끓고 이는 욕정으로 말미암아 그를 거부한 의붓아들 히폴리토스를 모함하여 처형당하게 하고, 자신도 자살하는 이야기를 담고 있다.

## 등장 인물
- 아프로디테 - 미와 사랑의 여신
- 히폴리토스 - 테세우스의 아들
- 코로스 - 힙폴뤼토스의 사냥꾼 친구, 트로이젠의 여인들
- 늙은 하인
- 파이드라 - 테세우스의 아내, 힙폴뤼토스의 새어머니
- 테세우스 - 아테나이의 왕
- 사자(使者)
- 아르테미스 - 달과 사냥·야생동물·처녀성의 여신

## 줄거리

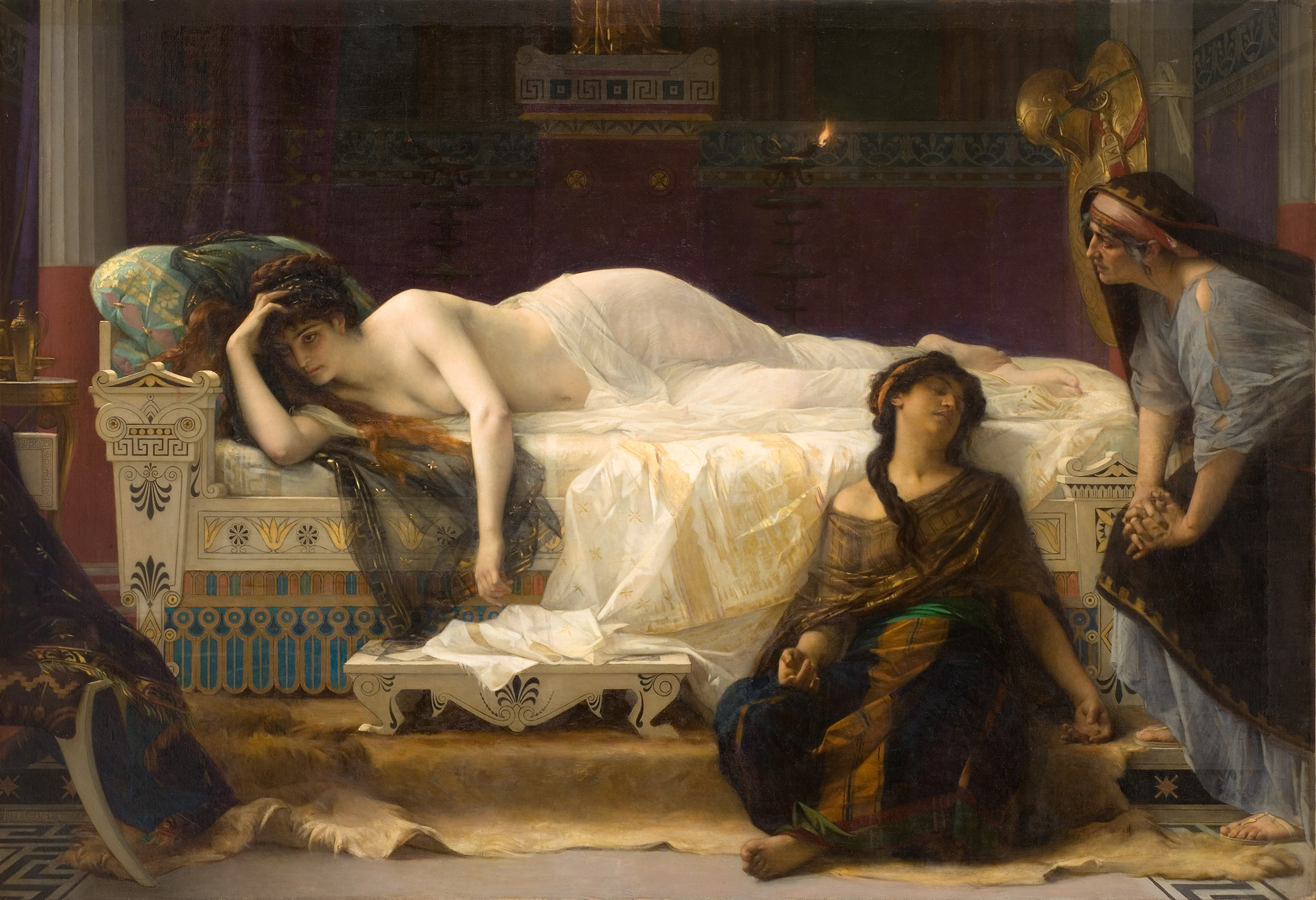
파이드라가 히폴리토스를 향한 사랑으로 고뇌하는 모습. 알렉상드르 카바넬의 《페드르》

이 희곡의 배경은 펠로폰네소스반도 북동부의 해안 도시인 트로이젠이다. 아테나이의 왕 테세우스는 한 지방 왕과 그의 아들들을 살해한 후 1년간의 자발적 추방 생활을 하고 있다. 그의 사생아 히폴리토스는 테세우스가 아마조네스 히폴리테를 강간하여 낳은 아들이다. 히폴리토스는 어린 시절부터 트로이젠의 왕 피테우스에 의해 양육되었다. 히폴리토스에게는 아테나이에 거주하는 계모 파이드라가 있다.
극의 시작 부분에서 사랑의 여신 아프로디테는 히폴리토스가 순결을 맹세하고 자신을 경배하기를 거부한다고 설명한다. 대신 그는 사냥의 여신 아르테미스를 숭배한다. 이로 인해 아프로디테는 히폴리토스에 대한 복수 계획을 세웠다. 2년 전 히폴리토스가 아테나이를 방문했을 때, 아프로디테는 파이드라가 그를 사랑하게 만들었다.
히폴리토스가 추종자들과 함께 등장하여 순결의 여신 아르테미스 상에 경의를 표한다. 한 하인이 그에게 아프로디테를 경시하는 것에 대해 경고하지만, 히폴리토스는 듣지 않는다.
트로이젠의 젊은 기혼 여성들로 구성된 코로스가 등장하여 테세우스의 아내 파이드라가 사흘 동안 먹지도 자지도 않았다고 전한다. 병약한 파이드라가 유모와 함께 나타난다. 고통스러운 대화 끝에 파이드라는 마침내 자신의 병의 원인을 고백한다: 그는 히폴리토스를 사랑하고 있다. 유모와 코로스는 충격을 받는다. 파이드라는 명예를 지키고 테세우스를 수치로부터 구하기 위해 자신을 굶겨 죽여야 한다고 설명한다. 그러나 유모는 곧 처음의 반응을 철회하고 파이드라에게 마법의 치료제가 있다고 말한다. 하지만 방백을 통해 다른 계획을 가지고 있음을 밝힌다.
유모는 히폴리토스에게 누구에게도 말하지 않겠다는 맹세를 하게 한 후, 파이드라의 욕망을 알리고 그에게 굴복할 것을 제안한다. 그는 격렬한 분노로 반응하며 아버지 테세우스가 도착하는 즉시 모든 것을 말하겠다고 위협한다. 파이드라는 재앙이 닥쳤음을 깨닫는다. 코로스에게 비밀을 지키게 한 후, 그는 안으로 들어가 목을 맨다.
테세우스가 돌아와 아내의 시신을 발견한다. 코로스는 비밀 유지를 맹세했기 때문에 테세우스에게 그녀가 자살한 이유를 말할 수 없다. 테세우스는 파이드라의 시신에서 편지를 발견하는데, 이 편지는 히폴리토스가 그녀를 강간했다고 거짓으로 주장한다. 격분한 테세우스는 아들에게 죽음 또는 적어도 추방의 저주를 내린다. 저주를 실행하기 위해 테세우스는 아들의 소원 세 가지를 들어주기로 약속한 자신의 아버지 신 포세이돈을 부른다. 히폴리토스가 등장하여 자신의 결백을 주장하지만, 맹세한 약속 때문에 진실을 말할 수 없다. 파이드라의 편지를 증거로 여긴 히폴리토스는 당당히 자신의 결백을 변호하며, 어떤 여성도 성적 욕망으로 바라본 적이 없다고 말한다. 테세우스는 아들을 믿지 않고 여전히 그를 추방한다. 히폴리토스는 떠나면서 자신이 거짓말을 하고 있다면 제우스가 그 자리에서 자신을 쳐서 쓰러뜨리기를 맹세한다.
코로스는 히폴리토스를 위해 애도의 노래를 부른다.
한 전령이 등장하여 테세우스에게 끔찍한 장면을 묘사한다. 히폴리토스가 왕국을 떠나기 위해 전차에 오르자 바다에서 황소가 울부짖으며 나타나 말들을 놀라게 했고, 말들은 그의 전차를 바위 사이로 끌고 가 히폴리토스를 뒤에 끌고 갔다. 히폴리토스는 죽어가는 것 같다. 전령은 히폴리토스의 결백을 주장하지만, 테세우스는 그를 믿지 않는다.
테세우스는 히폴리토스가 고통받고 죽어가는 것을 기뻐한다. 그러나 여신 아르테미스가 나타나 테세우스가 자신의 아들을 죽인 것에 대해 분노한다. 그녀는 잔인하게 진실을 밝히며, 아프로디테가 히폴리토스의 순결에 대한 자부심 때문에 무시당했다고 느껴 그들의 고통 뒤에 있었다고 말한다. 아르테미스는 강간은 없었고, 파이드라가 거짓말을 했으며, 테세우스의 아들이 결백하다고 말한다. 테세우스는 이 폭로에 충격을 받는다. 히폴리토스가 육체적으로 망가진 채 간신히 생명을 유지하며 들어온다. 극의 마지막 순간에 히폴리토스는 아버지를 용서하고, 부자 간에 따뜻한 말이 오가며, 그 후 히폴리토스는 죽는다. 테세우스는 이제 자신이 사랑하는 아들을 죽였다는 사실을 되새기며 살아가게 된다.

## 참고 문헌
- 에우리피데스, 천병희 역, 『에우리피데스 비극 전집 1』87~150쪽, 도서출판 숲, 2009.